# Hällkar

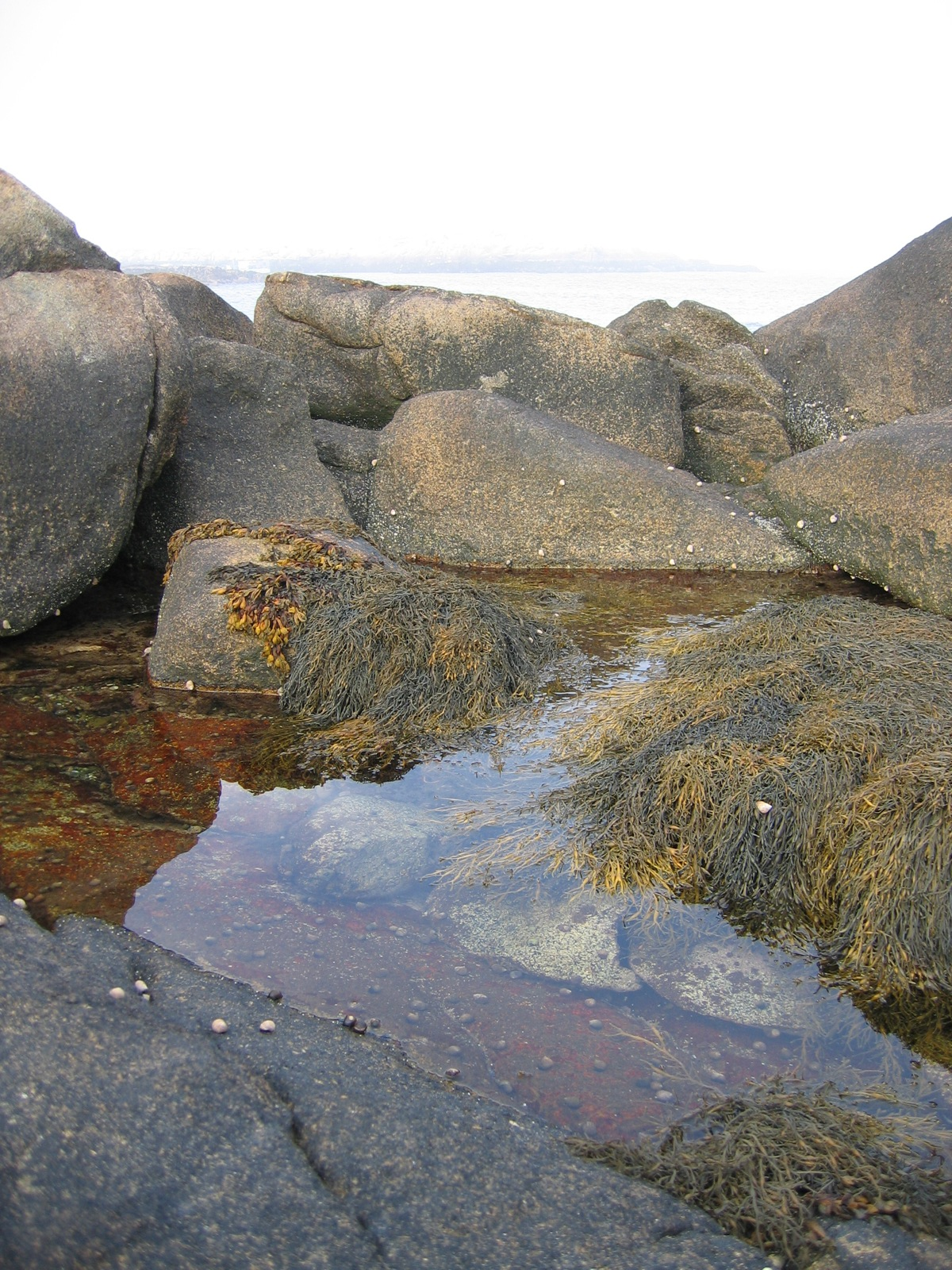
Hällkar i Maine

Hällkar är en fördjupning i en berghäll, hällkaret har förmåga att hålla vatten likt en skål.